# Sebastosema bubonaria
Sebastosema bubonaria is een vlinder uit de familie van de spanners (Geometridae). De wetenschappelijke naam van de soort (en van het geslacht Sebastosema) is voor het eerst geldig gepubliceerd in 1896 door William Warren.
De soort komt voor in Japan.